# Erigone longipalpis
Erigone longipalpis (Sundevall, 1830) è un ragno appartenente alla famiglia Linyphiidae.

## Aspetto
Il maschio raggiunge una lunghezza di 2 mm.

Presenta un liscio carapace marrone scuro con una colorazione rossastra sulla parte anteriore. La regione cefalica è rialzata. La regione toracica presenta dei granuli fini tra le linee radiali. I denti sui lati non sono né appuntiti né uniformi; quelli sul terzo posteriore sono elongati, mentre gli altri sono costantemente più piccoli con una distanza maggiore tra essi.

Lo sternum è liscio. La parte esterna dei forti cheliceri zigrinati possiede 5-6 dentini uniformi ed affilati. Le zampe bruno rossastre sono piuttosto lunghe. La patella del palpo rosso-bruno è molto lunga, sottile e cilindrica. La sua lunga tibia diventa più ampia verso la base in modo uniforme. Il piccolo tarso è alquanto più piccolo rispetto alla tibia.

L'esemplare maschio può essere facilmente confuso, date le caratteristiche generali in comune, con il maschio di E. dentipalpis.
La femmina raggiunge una lunghezza di 3–4 mm.

Il liscio carapace con una colorazione dal marrone scuro fino al rossastro presenta una regione cefalica piatta. La parte esterna, debolmente solcata, dei cheliceri finemenente zigrinati possiede una serie di 5 piccoli denti, dei quali i basali sono quelli più piccoli. La tibia dell'esile palpo pressoché lunga il doppio della patella.

Il grande epigino solcato presenta una piastra trasversale con una piccola apertura nella parte posteriore.

L'esemplare femmina può essere facilmente confuso, date le caratteristiche generali in comune, con la femmina di E. arctica.

## Distribuzione e habitat
La specie è stata rinvenuta in diverse località della regione paleartica.

Vive nei luoghi umidi sull'erba e tra le foglie; è molto meno comune scorgere la specie rispetto a E. dentipalpis ma rispetto a quest'ultima è distribuita in modo più ampio.

## Tassonomia
La specie è considerata specie tipo del genere Erigone; è stata osservata l'ultima volta nel 2009 e al 2014 sono note due sottospecie:
- Erigone longipalpis meridionalis Simon, 1926 - Inghilterra, Francia
- Erigone longipalpis pirini Deltshev, 1983 - Bulgaria